# 4 Fäuste für ein Halleluja
4 Fäuste für ein Halleluja ist ein gemeinsames Album der beiden Rapper Olli Banjo und Jonesmann. Es erschien am 27. Februar 2009 über Echte Musik und erreichte Platz 46 in den deutschen Albumcharts.

## Hintergründe
Die erste Single, Vögel erschien am 13. Februar 2009 als Digital Release. Mehr Tränen wurde als Remix mit dem Mindener Rapper Curse als zweite Single ausgekoppelt.
Zusätzlich wurde zu Das Wesentliche ein Video gedreht.
Die Idee für ein gemeinsames Album entstand bereits etwa vier Jahre vor Veröffentlichung, auch weil viele Fans nach diversen gemeinsamen Tracks ein Kollaboalbum der beiden Künstler forderten. Über die Jahre hinweg bestätigten immer wieder beide in Interviews die Arbeit am gemeinsamen Album, doch ein genaues Veröffentlichungsdatum konnte nicht genannt werden. Verschoben werden mussten die Arbeiten unter anderem aufgrund der Labelgründung Jonesmanns Anfang 2008 oder der Fertigstellung ihrer Soloprojekte. Im Dezember 2008 wurde das zu jenem Zeitpunkt noch unbetitelte Kollaboalbum schließlich für den 27. Februar 2009 angekündigt. Kurz darauf wurde auch der Titel Vier Fäuste für ein Halleluja, angelehnt an den Film mit Terence Hill und Bud Spencer, bekanntgegeben. Im Vorfeld der Veröffentlichung gab es Aufruhr über einen Kommentar Olli Banjos über einige Fans, die das Album forderten. In einem Interview sagte Banjo, er habe „hohe Erwartungen an das Album“ und „es müsse in jedem Fall charten, da es alle gefordert hätten“. Die Meinungen zu den Kommentaren waren geteilt.

## Produzenten
Die Beats auf dem Langspieler stammen größtenteils von B. „Blanco“ Bazzazian, der unter anderem für Gentleman und Azad produzierte, sowie von Olli Banjos Hausproduzent Roe Beardie. Der Hamburger Produzent phreQuincy steuerte ebenso einen Beat bei, wie S. Buchenauer und das Duo M3 & Noyd, das sich 2007 für den Nummer-1-Hit Prison Break Anthem von Azad und Adel Tawil verantwortlich zeigte. Der Frankfurter Lex Barkey produzierte zwei Tracks.

## Titelliste
1. Himmel zieht zu – 4:01
  - Produziert von B. „Blanco“ Bazzazian & Steddy Beats
2. Vögel – 3:38
  - Produziert von Roe Beardie
3. Dreck für mich – 4:47
  - Produziert von Lex Barkey
4. Das Wesentliche – 4:01
  - Produziert von Roe Beardie
5. Keine Luft – 3:44
  - Produziert von B. „Blanco“ Bazzazian
6. Galaxie – 3:35
  - Produziert von M3 & Noyd
7. Mehr Tränen – 4:45
  - Produziert von B. „Blanco“ Bazzazian
8. Skit – 1:03
  - Produziert von B. „Blanco“ Bazzazian
9. Feuerlöscher – 3:03
  - Produziert von Lex Barkey
10. Wie im Zoo – 3:37
  - Produziert von Roe Beardie
11. Ende & Amen – 3:13
  - Produziert von Roe Beardie
12. Columbine – 4:08
  - Produziert von B. „Blanco“ Bazzazian
13. Ende Gelände – 3:48
  - Produziert von B. „Blanco“ Bazzazian
14. Deine Waffen – 3:00
  - Produziert von phreQuincy
15. Die Flocken stimmen – 3:47
  - Produziert von S. Buchenauer
16. Legen euch um – 4:01
  - Produziert von B. „Blanco“ Bazzazian
17. Das Ende – 4:28
  - Produziert von B. „Blanco“ Bazzazian

### Kritiken
Das Onlinemagazin Hip Hop Jam verlieh dem Album dreieinhalb von möglichen fünf Punkten. Das Projekt der beiden wirke „lyrisch etwas einseitig“ und ließe „thematische Monotonie“ aufkommen. Dennoch sei 4 Fäuste für ein Halleluja ein gutes, aber auch „überwiegend solides Album“. Die Stärke des Duos liege vor allem bei den „ernsthafteren Tracks“, wie Columbine, Mehr Tränen oder Das Ende.